# North Ferriby
North Ferriby är en by och en civil parish i kommunen East Riding of Yorkshire i England. Orten har 3 819 invånare (2001). Byn nämndes i Domedagsboken (Domesday Book) år 1086, och kallades då Ferebi.